# Pseudophasma bequaerti
Pseudophasma bequaerti är en insektsart som beskrevs av Rehn, J.W.H. 1937. Pseudophasma bequaerti ingår i släktet Pseudophasma och familjen Pseudophasmatidae. Inga underarter finns listade i Catalogue of Life.